# Дубровка (Рязанский район)
Дубровка — деревня в Рязанском районе Рязанской области. Входит в Семёновское сельское поселение.

## География
Находится в центральной части Рязанской области на расстоянии приблизительно 10 км на юг по прямой от вокзала станции Рязань II.

## История
На карте 1840 года деревня уже была отмечена. На карте 1850 года показана как поселение с 17 дворами. В 1859 году здесь (тогда деревня Рязанского уезда Рязанской губернии) было учтено 14 дворов, в 1897 — 29. Ныне деревня имеет дачный характер.

## Население
Численность населения: 147 человека (1859 год), 228 (1897), 0 как в 2002 году, так и в 2010.